# Pedro Cobarrubia
Pedro L. Cobarrubia (Pinar del Río, 10 agosto 1964) è un ex cestista cubano.

## Carriera
Con Cuba ha disputato i Campionati mondiali del 1986 e due edizioni dei Campionati americani (1993, 1995).